# Cayetano Palermo
Cayetano Néstor Palermo (Buenos Aires, 27 de agosto de 1961) es un exfutbolista argentino, surgido de las divisiones menores del Club Atlético Huracán. 
A fines de 1980 jugó tres partidos internacionales amistosos con la selección mayor dirigida por César Luis Menotti junto a los juveniles Cecchi, Debole y Tapia. El primer encuentro -15 de octubre de 1980- vs Checoslovaquia (1 a 0 gol de Ramón Díaz) en el Monumental, el segundo -4 de diciembre de 1980- vs Unión Soviética (1 a 1) en Mar del Plata y el tercero -16 de diciembre de 1980- vs Suiza (5 a 0) en Córdoba. 
Representó a Argentina en el campeonato Sudamericano Sub-20 de 1981 en Ecuador; en la primera “Copa Joao Havelange” (México DF) y en la copa Mundial de Fútbol Juvenil de 1981 en Australia. En el Sudamericano de Ecuador el equipo contaba en su formación con: Gordillo, Ruggeri, Morresi, "Chancha" Rinaldi, Giovanoli y Espíndola.  En el Mundial Juvenil de Australia formaron parte del equipo: Burruchaga, Tapia, Martino, "Turco" García, Goycoechea, Urruti y Mendoza. Se recibió de Entrenador de Fútbol en 1994 en la misma camada de H. Cuper, C. Morresi, S. García, Juan Sotelo, García Cambon, P. Catalano y Caruso Lombardi.
Descubridor y formador de talentos entre ellos "Lucho" Gonzales, Andujar, Casas, C. Padra, Montenegro, Celay, etc. Actualmente es entrenador e instructor de fútbol juvenil en Europa.

## Trayectoria

### Huracán
Debutó profesionalmente en el Club Atlético Huracán en 1981, donde fue dirigido técnicamente entre 1981 y 1983 por Néstor Rossi, Cayetano Rodríguez, Eduardo Janin, Jorge Habberger, José Varacka, Ángel Celoria, "Chiche" Sosa y Alfio "Coco" Basile.
Sus compañeros entre otros: Rene Orlando Houseman, Claudio Oscar Marangoni, Alberto Jose Fanesi,Carlos Alberto Babington, Dante Adrian Sanabria, Nestor Jorge Candedo, Enrique Bernardo Vidalle, Esteban Ernesto Pogany, Osvaldo Cortes Calvo, Claudio Omar "turco" García, Jorge Julio "cachorro" Gutiérrez,Claudio Alberto Morresi, Omar De Felipe.

## Clubes
Jugó en la Primera División A del año 1981 al 1983 en el Club Atlético Huracán, hizo experiencia en la divisional B con Sarmiento de Junín (Dt Pizzaro), para luego volver a la primera "A" con el Estudiantes de Río Cuarto en el año 1984 (Dt Reinaldo Volken) donde compartía el plantel junto a Pedro Killer, H. Pitarch, LLop. 
En 1985 jugó por última vez en Argentina con Cipoletti de Río Negro en lo que era el viejo "Metropolitano" donde compartió vestuario con M. Ángel Torres, “Indio” Solari Gil, Juan Strack, Damiano. H. Ortega (Dt Américo Pérez) y luego se marchó a Italia donde jugó tres temporadas en el Campania Puteolana (2.º equipo de Nàpoles) con el cual disputó una final de Copa Italia de la categoría C1 en 1986. Integraban el plantel Vavasori, Scienza, Rossi y fue dirigido en 1987/88 por Claudio Ranieri.
Ganó un campeonato Interregional (actual serie D) pasando a la C2 con el A. Nicastro en 1988/89.
En 1989/90 fue jugador del Giugliano Calcio y al ser el profesional con mayor experiencia daba sus primeros pasos de entrenador. 
En 1993 regresó a la Argentina donde se recibe de entrenador profesional luego de 2 años de estudio en el CENARD (Centro nacional de alto rendimiento- Argentina).
Estimado y recordado entrenador en las inferiores del Club Atlético Huracán en los años 1993 al 1998. Luego regresa a Italia donde realiza su mayor experiencia deportiva como entrenador. 
Clasificó al Fbc Saronno en el play off del 2001/02 llevándolo a la categoría superior, equipo que volvió a clasificar al play off de la temporada 2006/07. Actualmente dirige equipos juveniles.
| Club Huracán              | País      | Año         |
| ------------------------- | --------- | ----------- |
| Club Atlético Huracán     | Argentina | 1981 - 1983 |
| Sarmiento de Junín        | Argentina | 1983        |
| Estudiantes de Río Cuarto | Argentina | 1984        |
| Club Cipolletti           | Argentina | 1985        |
| Campania Puteolana        | Italia    | 1985 - 1988 |
| Adelaide Nicastro         | Italia    | 1988 - 1989 |
| Giugliano Calcio          | Italia    | 1989 - 1990 |
| Corigliano                | Italia    | 1990 - 1991 |

- Datos: Q5759056